# 下荘村
下荘村（しもしょうむら）は、大阪府泉南郡に属していた村。現在の阪南市西部、南海本線箱作駅を中心とした地域にあたる。

## 地理
- 海洋：箱の浦
- 山：俎石山

## 歴史
- 1889年（明治22年）4月1日 - 町村制の施行により、日根郡箱作村、舞村、貝掛村、山中新田が合併して下荘村が発足。大字箱作に村役場を設置。
- 1896年（明治29年）4月1日 - 郡の統廃合により、所属郡が泉南郡に変更。
- 1810年（明治43年） - 大字山中新田を山中に改称。
- 1956年（昭和31年）9月30日 - 尾崎町・西鳥取村と合併して南海町が発足。同日下荘村廃止。
  - 大字舞は南海町発足時に貝掛へ編入されて一旦消滅する。舞村はもともと極端に小さな集落で、下荘村発足時で戸数2、人口8だった。のちに南海団地が造成されて復活した。

## 交通

### 鉄道路線
- 南海電気鉄道
  - 南海本線
    - 箱作駅

### 道路
- 孝子越街道
- 大阪府道752号和歌山阪南線（旧国道26号・孝子越街道）

### 港湾
- 下荘漁港